# Endostio
En anatomía, el endostio es una membrana vascular delgada del tejido conjuntivo que bordea la superficie interior del tejido óseo que forma la cavidad medular de los huesos largos.
Esta superficie es normalmente reabsorbida durante periodos largos de desnutrición, resultando en menor espesor cortical. 
La superficie exterior de un hueso está cubierta de una capa delgada de tejido conjuntivo que es muy similar en morfología y función al endostio que se llama periostio. Durante el crecimiento de un hueso, su anchura aumenta gracias a los osteoblastos que añaden nuevo tejido óseo en el periostio. 
Para impedir que el hueso se convierta innecesariamente grueso, los osteoclastos reabsorben el hueso desde el costado endosteal.